# Sophie Boissard

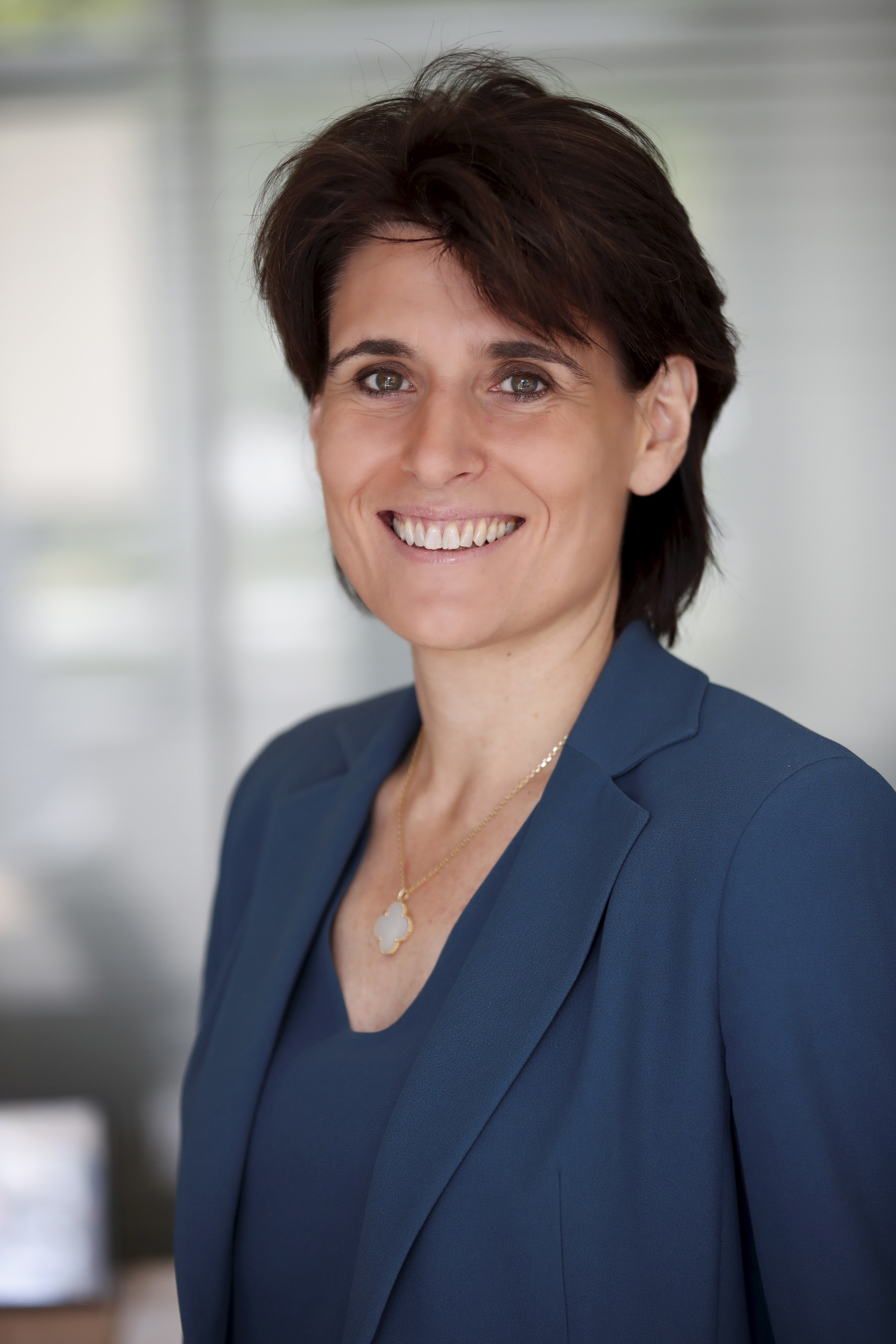
Sophie Boissard, 2019

Sophie Boissard (* 11. Juli 1970 in Paris als Sophie Bombois) ist eine französische Unternehmensleiterin. Sie ist seit 2016 Generaldirektorin des Pflegeheimbetreibers Korian und seit 2017 Mitglied des Aufsichtsrats der Allianz SE.

## Familie
Sophie Boissard wuchs in Mulhouse auf. Ihre Mutter ist Deutsche mit niederländischen Wurzeln, ihr Vater Bretone. Ihr Mann ist Rechtsanwalt, aus ihrer Ehe gingen vier Kinder hervor.

## Studium
Von 1989 bis 1993 besuchte sie die École normale supérieure (Paris). Sie erwarb 1990 eine Licence in Germanistik an der Universität Paris IV, 1992 einen Diplom am Institut d’études politiques de Paris, 1993 einen DEA in Zeitgeschichte an der Université Paris 1 Panthéon-Sorbonne und besuchte schließlich zwischen 1994 und 1996 die École nationale d’administration (ENA).

## Karriere

### Öffentlicher Dienst
Von 1996 bis 2003 war Sophie Boissard zunächst Auditorin, dann Maître des requêtes beim Conseil d’État, Berichterstatterin der Abteilung Verwaltungsrechtsprechung, dann Regierungskommissarin bei der Abteilung Verwaltungsrechtsprechung, Mitglied und dann Vorsitzende der Rechtsabteilung des Conseil d’Etat beim Ministerium für Arbeit und Soziales.
Von 2004 bis 2005 war sie stellvertretende Direktorin und später Direktorin des Kabinetts von Gérard Larcher, Minister für Beschäftigung, Arbeit und berufliche Eingliederung von Jugendlichen.
Von November 2005 bis März 2006 war sie die ultimative Commissaire au plan und arbeitete insbesondere an der öffentlichen Politik im Gesundheitssektor.
Von März 2006 bis Juli 2007 war sie Direktorin des Centre d'analyse stratégique (CAS) und Mitglied des Conseil national de l'information statistique (CNIS).
Von Mai bis Juli 2007 war sie kurzzeitig als Beraterin für Studien und Zukunftsforschung im Kabinett von Premierminister François Fillon tätig, bevor sie von Juli 2007 bis August 2008 stellvertretende Direktorin im Kabinett von Christine Lagarde, Ministerin für Wirtschaft, Finanzen und Beschäftigung, wurde.

### SNCF
Im September 2008 trat sie als Direktorin für Eisenbahnstrategie und Regulierung in die Société Nationale des Chemins de fer Français (SNCF) ein. Von März 2009 bis Juni 2012 war sie Generaldirektorin der neuen Sparte SNCF Gares & Connexions, die sie aufbaute und entwickelte, insbesondere mit den großen Renovierungsarbeiten am Bahnhof Paris-Saint-Lazare. Sie gründete mit den Ateliers de la Gare einen Think Tank zum Thema Stadt und städtischer Verkehr. Sie baute eine Partnerschaft mit den Rencontres de la photographie d'Arles und den Regionalfonds für zeitgenössische Kunst auf. Sie förderte Mäzenatentätigkeiten, um bedeutende Werke für Bahnhöfe zu gewinnen:
- La Ville Nuage von Tomas Saraceno im Bahnhof Belfort-Montbéliard TGV (2011)
- La Matrice, die monumentale Uhr im Bahnhof Besançon Franche-Comté TGV von Philippe Lebru
- die Kunstperformance Plastic Bags von Pascale Marthine Tayou im Bahnhof Paris-Saint-Lazare (2012)

Am 7. Juni 2012 wurde sie zur stellvertretenden Generaldirektorin für Strategie und Entwicklung des SNCF-Konzerns ernannt, wo sie insbesondere für die großen Transformationsprojekte im Rahmen der Annäherung an Réseau ferré de France sowie für die Diversifizierung und internationale Entwicklung verantwortlich war. Nach der Verabschiedung der Bahnreform im August 2014 wurde sie im Oktober 2014 zur Generaldirektorin ernannt und übernahm den Aufbau des neuen Geschäftsbereichs SNCF Immobilier.

### Korian
Am 26. Januar 2016 wurde sie Generaldirektorin der Korian-Gruppe.
Am 5. Dezember 2019 beschloss der Verwaltungsrat von Korian einstimmig, das Mandat von Sophie Boissard ab dem 1. Januar 2020 vorzeitig um fünf Jahre zu verlängern, und begrüßte die seit vier Jahren eingeleitete Transformation des Pflegeheimbetreibers.
2022 betrug ihr Festgehalt bei Korian 450.000 Euro pro Jahr, wobei der variable Anteil in Abhängigkeit von den Ergebnissen in der gleichen Größenordnung lag. Laut Korian erhielt sie im Jahr 2020 eine feste Vergütung von 214.000 Euro und eine variable Vergütung von 278.000 Euro, insgesamt 492.000 Euro brutto, wobei ihre feste Vergütung um 25 % gesenkt wurde, um den Anstrengungen während der COVID-19-Pandemie Rechnung zu tragen.
Im März 2022 strahlte France 2 eine Reportage des Journalistenteams von Cash Investigation über die Korian-Gruppe aus, in der behauptet wurde, dass die Kapitalrendite im Vordergrund stehe und dass dies auf Kosten der Behandlung der Bewohner gehe. Sophie Boissard wies in einem Live-Interview die Behauptungen zurück, die auf den Aussagen zweier ehemaliger Mitarbeiter beruhen. Die Korian-Gruppe reichte eine Klage wegen Betrugs gegen eine Journalistin der Sendung ein.

## Andere Mandate
Sophie Boissard war Mitglied des Aufsichtsrats von Areva, das nach massiven Verlusten im Jahr 2016 zu Orano wurde.
Im Mai 2017 wurde sie Mitglied des Aufsichtsrats der Allianz SE.
Seit 2018 ist sie Mitglied des Clubs Le Siècle und Mitglied des Vorstands.
Sie ist außerdem eine Leiterin des Institut du capitalisme responsable (ICR).